# Sibynomorphus turgidus
Sibynomorphus turgidus är en ormart som beskrevs av Cope 1868. Sibynomorphus turgidus ingår i släktet Sibynomorphus och familjen snokar. Inga underarter finns listade i Catalogue of Life.
Arten infogas ofta i släktet Dipsas.
Den förekommer i södra Brasilien, Paraguay, Uruguay, sydöstra Bolivia och Argentina. Honor lägger ägg.